# Commonwealth Games 2022/Teilnehmer (Eswatini)
Eswatini nahm mit 11 Athleten (9 Männer und 2 Frauen) an den Commonwealth Games 2022 teil. Es war die insgesamt 14. Teilnahme an den Commonwealth Games.
| Gelbes Symbol für Goldmedaillen mit stilisierten Olympischen Ringen | Graues Symbol für Silbermedaillen mit stilisierten Olympischen Ringen | Braundes Symbol für Bronzemedaillen mit stilisierten Olympischen Ringen |
| ------------------------------------------------------------------- | --------------------------------------------------------------------- | ----------------------------------------------------------------------- |
| —                                                                   | —                                                                     | —                                                                       |

## Teilnehmer nach Sportarten

### Boxen
| Athleten        | Wettbewerb        | 1. Runde     | 1. Runde | Achtelfinale  | Achtelfinale  | Viertelfinale | Viertelfinale | Halbfinale    | Halbfinale    | Finale        | Finale        | Rang |
| Athleten        | Wettbewerb        | Gegner       | Ergebnis | Gegner        | Ergebnis      | Gegner        | Ergebnis      | Gegner        | Ergebnis      | Gegner        | Ergebnis      | Rang |
| --------------- | ----------------- | ------------ | -------- | ------------- | ------------- | ------------- | ------------- | ------------- | ------------- | ------------- | ------------- | ---- |
| Männer          |                   |              |          |               |               |               |               |               |               |               |               |      |
| Zweli Dlamini   | Federgewicht      | J. Gallagher | 0:5      | ausgeschieden | ausgeschieden | ausgeschieden | ausgeschieden | ausgeschieden | ausgeschieden | ausgeschieden | ausgeschieden | 17   |
| Thabiso Dlamini | Halbmittelgewicht | Freilos      | Freilos  | W. Stanley    | RSC           | ausgeschieden | ausgeschieden | ausgeschieden | ausgeschieden | ausgeschieden | ausgeschieden | 5    |

### Leichtathletik
| Athleten           | Wettbewerb | 1. Runde | 1. Runde | Halbfinale    | Halbfinale    | Finale        | Finale        | Rang |
| Athleten           | Wettbewerb | Zeit     | Rang     | Zeit          | Rang          | Zeit          | Rang          | Rang |
| ------------------ | ---------- | -------- | -------- | ------------- | ------------- | ------------- | ------------- | ---- |
| Männer             |            |          |          |               |               |               |               |      |
| Ayanda Malaza      | 100 m      | DNF      | DNF      | ausgeschieden | ausgeschieden | ausgeschieden | ausgeschieden | -    |
| Lwazi Msibi        | 100 m      | 10,83 s  | 5        | ausgeschieden | ausgeschieden | ausgeschieden | ausgeschieden | 54   |
| Benele Dlamini     | 200 m      | 22,17 s  | 5        | ausgeschieden | ausgeschieden | ausgeschieden | ausgeschieden | 43   |
| Sibusiso Matsenjwa | 200 m      | 20,79 s  | 2        | 20,81 s       | 3             | 20,92 s       | 7             | 7    |
| Frauen             |            |          |          |               |               |               |               |      |
| Bongiwe Mahlalela  | 100 m      | 12,05 s  | 6        | ausgeschieden | ausgeschieden | ausgeschieden | ausgeschieden | 36   |
| Bongiwe Mahlalela  | 200 m      | 25,31 s  | 4        | ausgeschieden | ausgeschieden | ausgeschieden | ausgeschieden | 31   |

### Radsport

#### Straße
| Athleten      | Wettbewerb    | Zeit | Rang |
| ------------- | ------------- | ---- | ---- |
| Männer        |               |      |      |
| Kwanele Jele  | Straßenrennen | DNF  | DNF  |
| Muzi Shabangu | Straßenrennen | DNF  | DNF  |

### Schwimmen
| Athleten        | Wettbewerb          | Vorlauf     | Vorlauf | Halbfinale    | Halbfinale    | Finale        | Finale        | Rang |
| Athleten        | Wettbewerb          | Zeit        | Rang    | Zeit          | Rang          | Zeit          | Rang          | Rang |
| --------------- | ------------------- | ----------- | ------- | ------------- | ------------- | ------------- | ------------- | ---- |
| Männer          |                     |             |         |               |               |               |               |      |
| Simanga Dlamini | 50 m Freistil       | 27,47 s     | 66      | ausgeschieden | ausgeschieden | ausgeschieden | ausgeschieden | 66   |
| Simanga Dlamini | 50 m Schmetterling  | 28,98 s     | 50      | ausgeschieden | ausgeschieden | ausgeschieden | ausgeschieden | 50   |
| Simanga Dlamini | 100 m Schmetterling | 1:04,99 min | 46      | ausgeschieden | ausgeschieden | ausgeschieden | ausgeschieden | 46   |
| Frauen          |                     |             |         |               |               |               |               |      |
| Hayley Hoy      | 50 m Freistil       | 29,98 s     | 60      | ausgeschieden | ausgeschieden | ausgeschieden | ausgeschieden | 60   |
| Hayley Hoy      | 50 m Schmetterling  | 31,32 s     | 45      | ausgeschieden | ausgeschieden | ausgeschieden | ausgeschieden | 45   |
| Hayley Hoy      | 100 m Schmetterling | 1:12,21 min | 34      | ausgeschieden | ausgeschieden | ausgeschieden | ausgeschieden | 34   |